# Cynisca leonina
Cynisca leonina är en ödleart som beskrevs av  Müller 1885. Cynisca leonina ingår i släktet Cynisca och familjen Amphisbaenidae. Inga underarter finns listade i Catalogue of Life.